# Glenn Danzig
Glenn Danzig, all'anagrafe Glenn Allen Anzalone (Lodi, 23 giugno 1955), è un cantante statunitense.
È noto per essere stato il cofondatore della Horror punk band Misfits, e per aver poi fondato un gruppo heavy metal dal nome Danzig.

## Biografia

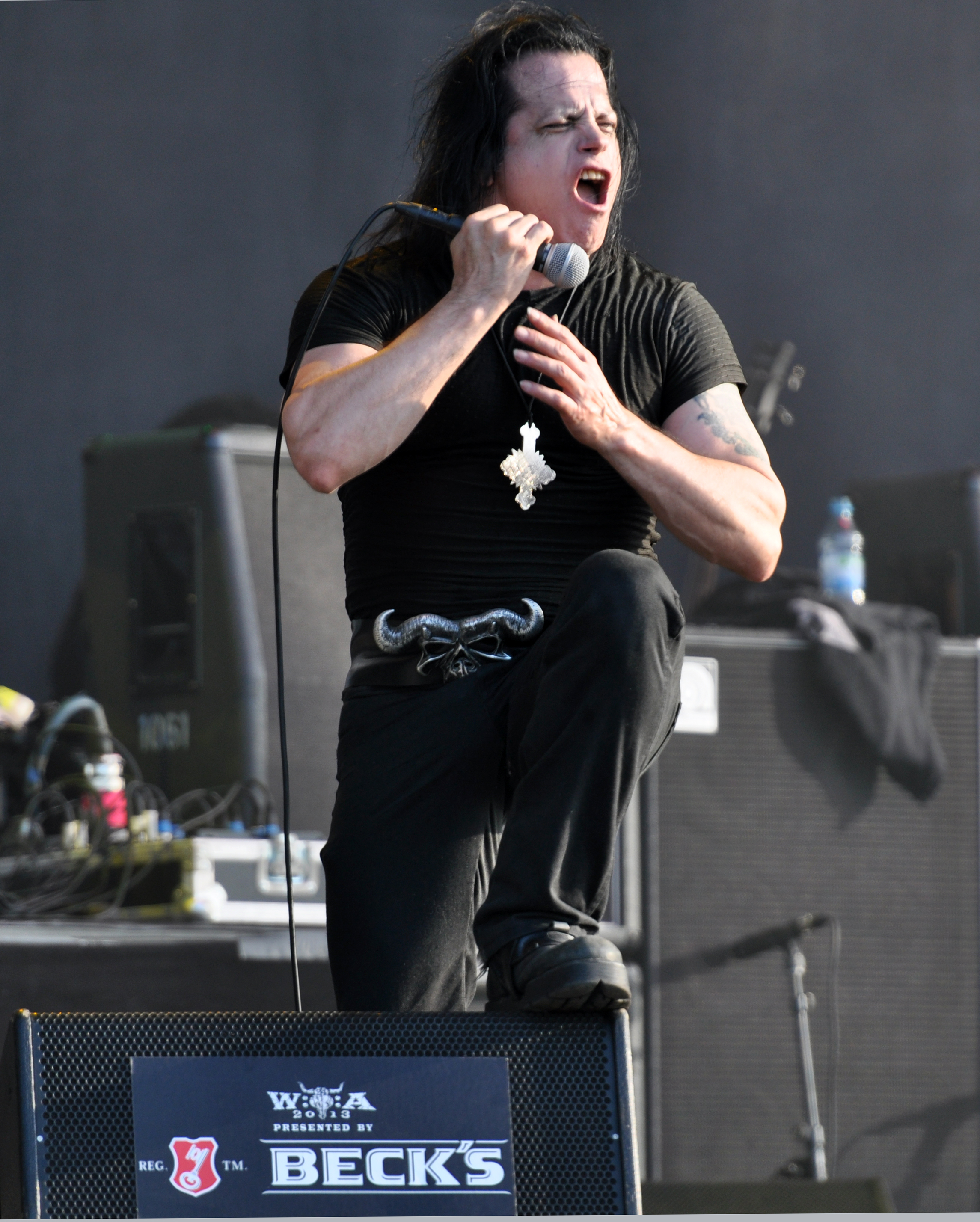
Glenn Danzig con i Danzig nel 2013

Diplomatosi alla Lodi High School (1973) fondò prima i Talus ed in seguito i Wodat And Bojang, due cover band nelle quali cantava.
Divenne famoso solo nel 1977, quando con l'aiuto del suo amico Gerald Caiafa (Jerry Only) diede vita al gruppo punk rock Misfits.
Nell'agosto del 1978 fondò la Blank Records (in seguito Plan 9 Records).
Alcune voci associano a Glenn Danzig un carattere piuttosto difficile ed arrogante, tant'è che nella breve storia dei Misfits venne spesso arrestato costringendo più di una volta la formazione a sciogliersi.
Nel 1983, alla fine del concerto di Halloween, annunciò di lasciare definitivamente i Misfits congedandosi così:
Qualche anno dopo iniziò una carriera da solista con i Samhain (in seguito rinominati Danzig) concedendosi ad un sound proprio del metal, mantenendo comunque i temi ed i ritmi che lo resero famoso con i Misfits.
Una delle caratteristiche degli album dei Danzig è il fatto che siano numerati (almeno sino a I Luciferi del 2002). L'eterna lotta tra bene e male, sesso, violenza, misti ad una certa misoginia sono i temi dominanti dei testi di Glenn. Il primo album è del 1988 ed è omonimo. Nel 1990 pubblicano il secondo album Lucifuge. Nel 1992 How the Gods Kill. Nel 1994 4. Tutti questi album hanno evidenti influenze rock-blues e la stessa formazione. Nel 1996 viene pubblicato il quinto album BlackAcidEvil e nel 1999 666 Satan's Child, entrambi fortemente debitori verso sonorità industrial.
Parallelamente ai Danzig, ha avviato una carriera solista, pubblicando i due album Black Aria del 1993 e Black Aria II del 2006

## Discografia

### Solista
- Black Aria (1992)
- Black Aria II (2006)

### Con i Misfits

#### Album studio
- Walk Among Us (1982)
- Earth A.D. (1983)
- Static Age (1997)
- 12 Hits from Hell (2001)

#### EP
- Bullet (1978)
- Horror Business (1979)

#### Raccolte
- Legacy of Brutality (1985)
- Collection I (1986)
- Collection II (1995)
- The Misfits Box Set (1996)

### Con i Samhain

#### Album studio
- Initium (1984)
- November-Coming-Fire (1986)
- Final Descent (1990)

#### EP
- Unholy Passion (1985)

#### Raccolte
- Box Set (2000)

### Con i Danzig

#### Album studio
- Danzig (1988)
- Danzig II: Lucifuge (1990)
- Danzig III: How the Gods Kill (1992)
- Danzig 4 (1994)
- Danzig 5: Blackacidevil (1996)
- Danzig 6:66 Satan's Child (1999)
- Danzig 777: I Luciferi (2002)
- Circle of Snakes (2004)
- Deth Red Sabaoth (2010)
- Skeletons (2015)
- Black Laden Crown (2016)

#### Live
- Live on the Black Hand Side (2002)

#### EP
- Thrall: Demonsweatlive (1993)
- Sacrifice (1997)

#### Raccolte
- The Lost Tracks of Danzig (2007)

#### Album tributo
- Danzig Sings Elvis (2020)